# Migsideres bialbomaculata
Migsideres bialbomaculata är en skalbaggsart som beskrevs av Gilmour 1948. Migsideres bialbomaculata ingår i släktet Migsideres och familjen långhorningar. Inga underarter finns listade i Catalogue of Life.